# 王诗文
王诗文（1959年—），女，四川德格人，藏族，中华人民共和国政治人物、第十一届全国人民代表大会四川地区代表。
毕业于西南民族学院藏语言文学专业。担任西南民族大学藏学学院副教授。2008年起担任全国人大代表。